# Odet van Foix

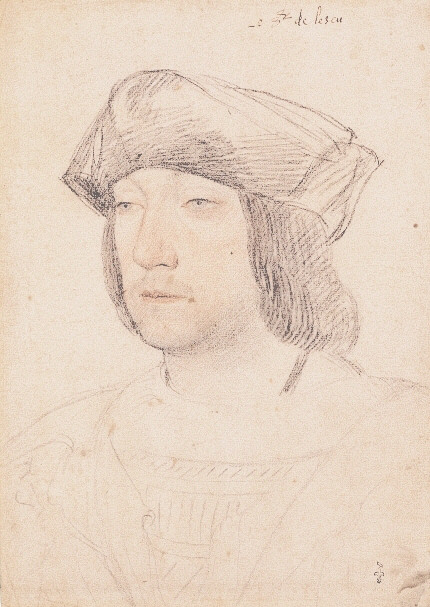
Odet van Foix

Odet van Foix, burggraaf van Lautrec (ca. 1483 - Napels, 15 augustus 1528) was een Frans edelman en admiraal. Hij was een vertrouweling van koning Frans I van Frankrijk en een belangrijk krijgsman in de Italiaanse Oorlogen.

## Familie
Odet van Foix was een lid van het huis Foix-Lautrec, dat teruggaat op Pierre van Foix, een broer van graaf Gaston IV van Foix. Hij was de zoon van Jean van Foix en Jeanne d’Aydie en een neef van Gaston van Foix-Nemours.

## Levensloop
Zijn eerste wapenfeiten waren het beleg van Genua (1507) en de slag bij Agnadello (1509). Lautrec werd belast met de beveiliging van het Concilie van Pisa (1511), bijeengeroepen door koning Lodewijk XII van Frankrijk. Tijdens de slag bij Ravenna (1512), waarbij zijn neef Gaston sneuvelde, werd Lautrec ernstig gewond. Toch nam hij in de zomer van 1512 de feitelijk leiding van het Franse leger in de strijd tegen Navarra. Formeel stond het leger onder leiding van Frans van Angoulême, de toekomstige koning Frans I. Alhoewel de oorlog geen succes werd, zorgde ze er wel voor dat Lautrec een vertrouweling werd van Frans. Bovendien was zijn zus, Françoise de Chateaubriant, een favoriete van Frans.
Dit loonde in 1515, bij de troonsbestijging van Frans I. Lautrec werd beloond met een geldsom van 200.000 tournois pond, de rang van maarschalk en de functie van gouverneur van Guyenne. Hij werd ook toegelaten tot de raad van de koning. In 1516 was hij op campagne in Milaan en werd benoemd tot gouverneur van Milaan. Lautrec verloor zijn gunstige positie na de nederlaag in de slag bij Bicocca (1522). Zijn leger werd geteisterd door geldnood en hierdoor lieten zijn Zwitserse huurlingen hem in de steek. Hij keerde terug naar het hof en toen de koning hem niet wilde ontvangen kwam het tot een hoog oplopende woordenwisseling. Ook de verwijdering tussen de koning en Françoise de Chateaubriant speelde niet in het voordeel van Lautrec.
Hij verliet eind 1522 het hof en keerde terug naar Guyenne. Daar verdedigde hij met succes Bayonne in 1523. Dit poetste zijn blazoen weer op. Na het verraad van Karel III van Bourbon die een geheim akkoord had gesloten met keizer Karel V, vertrouwde Frans Languedoc toe aan Lautrec. Hij bestuurde de provincie als luitenant-generaal tot 1526. De koning liet Lautrec in Frankrijk toen hij zijn veldtocht in Italië begon. Tijdens de rampzalig verlopen slag bij Pavia (1525) werd de koning gevangen genomen en een groot deel van de Franse adel sneuvelde. Tijdens de gevangenschap van de koning was hij een van de vier regenten die samen met de koningin-moeder Louise van Savoye het koninkrijk bestuurden. Dit waren kanselier Antoine Duprat, Florimond Robertet en Karel van Bourbon-Vendôme. In staatszaken was hij minder bedreven dan Duprat, die dan ook de overhand kreeg in de regentenraad.
Lautrec begeleidde de koning toen hij terugkeerde uit gevangenschap in 1526. De koning was blijkbaar tevreden over de rol van Lautrec in de regentenraad tijdens zijn afwezigheid en benoemde hem tot admiraal van Guyenne. Het volgend jaar kreeg hij de leiding over de veldtocht in Italië. De oorlog begon voorspoedig en het Franse leger kon optrekken tot Napels en er volgde een belegering van de stad. De blokkade over zee mislukte nadat de Venetiaanse admiraal Andrea Doria van kwam wisselde en koos voor de keizer. Het kamp van de Franse belegeraars geteisterd door tyfus en het is waarschijnlijk hieraan dat Lautrec stierf in augustus 1528. Toen de koning het nieuws van zijn dood vernam, kondigde hij een periode van rouw af aan het hof. Deze eer was normaal voorbehouden aan prinsen van den bloede.

## Huwelijk
Odet van Foix huwde in 1520 met Charlotte d'Albret. Eerder beoogde hij een huwelijk met Philiberte van Savoye. Maar haar broer, de hertog van Savoye, blokte dit plan af omdat hij voor haar een huwelijk met de koning van Portugal op het oog had. Ook een mogelijk huwelijk met zijn nicht Germaine van Foix, weduwe van Ferdinand II van Aragón, kwam er niet.
Het echtpaar kreeg volgende kinderen:
- Gaston van Foix (1521-1528)
- Henri van Foix (ca. 1523-1540)
- Claude van Foix (ca. 1525-1549)
- François van Foix (ca.1526-ca.1528)